# Malta w Konkursie Piosenki Eurowizji
Malta uczestniczy w Konkursie Piosenki Eurowizji od 1971. Od czasu debiutu konkursem w kraju zajmuje się nadawca publiczny Public Broadcasting Services (PBS).
Najwyższym wynikiem kraju w konkursie jest drugie miejsce, które zajęła Ira Losco z piosenką „7th Wonder” w konkursie w 2002 oraz Chiara z piosenką „Angel” w finale w 2005.
Kraj wycofał się z konkursu w 1976 i wrócił do rywalizacji w 1991, po piętnastu latach przerwy.

## Uczestnictwo
Malta uczestniczy w Konkursie Piosenki Eurowizji od 1971. Poniższa tabela uwzględnia nazwiska wszystkich maltańskich reprezentantów, tytuły konkursowych piosenek oraz wyniki w poszczególnych latach.
| Rok                                   | Wykonawca                   | Piosenka                        | Finał              | Finał              | Półfinał                    | Półfinał                    |
| Rok                                   | Wykonawca                   | Piosenka                        | Miejsce            | Punkty             | Miejsce                     | Punkty                      |
| ------------------------------------- | --------------------------- | ------------------------------- | ------------------ | ------------------ | --------------------------- | --------------------------- |
| 1971                                  | Joe Grech                   | „Marija L-Maltija”              | 18                 | 52                 | Brak rundy półfinałowej     | Brak rundy półfinałowej     |
| 1972                                  | Helen & Joseph              | „L-imħabba”                     | 18                 | 48                 | Brak rundy półfinałowej     | Brak rundy półfinałowej     |
| 1973                                  | Brak reprezentanta          | Brak reprezentanta              | Brak reprezentanta | Brak reprezentanta | Brak rundy półfinałowej     | Brak rundy półfinałowej     |
| 1974                                  | Enzo Guzman                 | „Paċi fid-Dinja”                | Rezygnacja         | Rezygnacja         | Brak rundy półfinałowej     | Brak rundy półfinałowej     |
| 1975                                  | Renato Micallef             | „Singing This Song”             | 12                 | 32                 | Brak rundy półfinałowej     | Brak rundy półfinałowej     |
| 1976                                  | Enzo Guzman                 | „Sing Your Song, Country Boy”   | Rezygnacja         | Rezygnacja         | Brak rundy półfinałowej     | Brak rundy półfinałowej     |
| Brak reprezentanta w latach 1977–1989 |                             |                                 |                    |                    | Brak rundy półfinałowej     | Brak rundy półfinałowej     |
| 1990                                  | Mary Rose Mallia            | „Our Little World of Yesterday” | Rezygnacja         | Rezygnacja         | Brak rundy półfinałowej     | Brak rundy półfinałowej     |
| 1991                                  | Paul Giordimaina i Georgina | „Could It Be”                   | 6                  | 106                | Brak rundy półfinałowej     | Brak rundy półfinałowej     |
| 1992                                  | Mary Spiteri                | „Little Child”                  | 3                  | 123                | Brak rundy półfinałowej     | Brak rundy półfinałowej     |
| 1993                                  | William Mangion             | „This Time”                     | 8                  | 69                 | Kvalifikacija za Millstreet | Kvalifikacija za Millstreet |
| 1994                                  | Chris & Moira               | „More Than Love”                | 5                  | 97                 | Brak rundy półfinałowej     | Brak rundy półfinałowej     |
| 1995                                  | Mike Spiteri                | „Keep Me in Mind”               | 10                 | 76                 | Brak rundy półfinałowej     | Brak rundy półfinałowej     |
| 1996                                  | Miriam Christine            | „In a Woman’s Heart”            | 10                 | 68                 | 4                           | 138                         |
| 1997                                  | Debbie Scerri               | „Let Me Fly”                    | 9                  | 66                 | Brak rundy półfinałowej     | Brak rundy półfinałowej     |
| 1998                                  | Chiara                      | „The One That I Love”           | 3                  | 165                | Brak rundy półfinałowej     | Brak rundy półfinałowej     |
| 1999                                  | Times 3                     | „Believe ’n Peace”              | 15                 | 32                 | Brak rundy półfinałowej     | Brak rundy półfinałowej     |
| 2000                                  | Claudette Pace              | „Desire”                        | 8                  | 73                 | Brak rundy półfinałowej     | Brak rundy półfinałowej     |
| 2001                                  | Fabrizio Faniello           | „Another Summer Night”          | 9                  | 48                 | Brak rundy półfinałowej     | Brak rundy półfinałowej     |
| 2002                                  | Ira Losco                   | „7th Wonder”                    | 2                  | 164                | Brak rundy półfinałowej     | Brak rundy półfinałowej     |
| 2003                                  | Lynn Chircop                | „To Dream Again”                | 25                 | 4                  | Brak rundy półfinałowej     | Brak rundy półfinałowej     |
| 2004                                  | Julie & Ludwig              | „On Again... Off Again”         | 12                 | 50                 | 8                           | 74                          |
| 2005                                  | Chiara                      | „Angel”                         | 2                  | 192                | Top 12                      | Top 12                      |
| 2006                                  | Fabrizio Faniello           | „I Do”                          | 24                 | 1                  | Top 11                      | Top 11                      |
| 2007                                  | Olivia Lewis                | „Vertigo”                       | –                  | –                  | 25                          | 15                          |
| 2008                                  | Morena                      | „Vodka”                         | –                  | –                  | 14                          | 38                          |
| 2009                                  | Chiara                      | „What If We”                    | 22                 | 31                 | 6                           | 86                          |
| 2010                                  | Thea Garrett                | „My Dream”                      | –                  | –                  | 12                          | 45                          |
| 2011                                  | Glen Vella                  | „One Life”                      | –                  | –                  | 11                          | 54                          |
| 2012                                  | Kurt Calleja                | „This Is the Night”             | 21                 | 41                 | 7                           | 70                          |
| 2013                                  | Gianluca Bezzina            | „Tomorrow”                      | 8                  | 120                | 4                           | 118                         |
| 2014                                  | Firelight                   | „Coming Home”                   | 23                 | 32                 | 9                           | 63                          |
| 2015                                  | Amber                       | „Warrior”                       | –                  | –                  | 11                          | 43                          |
| 2016                                  | Ira Losco                   | „Walk on Water”                 | 12                 | 153                | 3                           | 209                         |
| 2017                                  | Claudia Faniello            | „Breathlessly”                  | –                  | –                  | 16                          | 55                          |
| 2018                                  | Christabelle                | „Taboo”                         | –                  | –                  | 13                          | 101                         |
| 2019                                  | Michela Pace                | „Chameleon”                     | 14                 | 107                | 8                           | 157                         |
| 2020                                  | Destiny                     | „All of My Love”                | Konkurs odwołany   | Konkurs odwołany   | Konkurs odwołany            | Konkurs odwołany            |
| 2021                                  | Destiny                     | „Je me casse”                   | 7                  | 255                | 1                           | 325                         |
| 2022                                  | Emma Muscat                 | „I Am What I Am”                | –                  | –                  | 16                          | 47                          |
| 2023                                  | The Busker                  | „Dance (Our Own Party)”         | –                  | –                  | 15                          | 3                           |
| 2024                                  | Sarah Bonnici               | „Loop”                          | –                  | –                  | 16                          | 13                          |
| 2025                                  | Miriana Conte               | „Serving”                       | 17                 | 91                 | 9                           | 53                          |
| 2026                                  |                             |                                 |                    |                    |                             |                             |

Legenda:
     1. miejsce

## Historia głosowania w finale (1971–2025)
Poniższe tabele pokazują, którym krajom Malta przyznaje w finale najwięcej punktów oraz od których państw maltańscy reprezentanci otrzymują najwyższe noty.
| Lp. | Kraj            | Punkty |
| --- | --------------- | ------ |
| 1   | Włochy          | 252    |
| 2   | Szwecja         | 189    |
| 3   | Wielka Brytania | 168    |
| 4   | Grecja          | 109    |
| 5   | Cypr            | 105    |

| Lp. | Kraj            | Punkty |
| --- | --------------- | ------ |
| 1   | Wielka Brytania | 117    |
| 2   | Irlandia        | 115    |
| 3   | Hiszpania       | 100    |
| 4   | Szwecja         | 89     |
| 5   | Chorwacja       | 85     |

## Nagrody im. Marcela Bezençona
Nagrody im. Marcela Bezençona – trofea dla najlepszych konkurencyjnych piosenek w finale, które zostały po raz pierwszy rozdane podczas 47. Konkursu Piosenki Eurowizji zorganizowanego w Tallinnie w Estonii. Pomysłodawcami nagrody są: Christer Björkman (reprezentant Szwecji w 1992 roku, obecny Szef Delegacji Szwecji) oraz Richard Herrey (członek szwedzkiego zespołu Herreys, który wygrał Konkurs Piosenki Eurowizji 1984). Statuetka nosi nazwisko twórcy Konkursu Piosenki Eurowizji – Marcela Bezençona.
Nagrody przyznawane są obecnie w trzech kategoriach:
- Nagroda Dziennikarzy (zwycięzcę wybierają akredytowani dziennikarze)
- Nagroda Artystyczna (zwycięzcę wybierają komentatorzy konkursu)
- Nagroda Kompozytorska (zwycięzcę wybierają kompozytorzy biorący udział w konkursie)

Nagroda Dziennikarzy
| Rok  | Wykonawca | Piosenka |
| ---- | --------- | -------- |
| 2005 | Chiara    | „Angel”  |

## Faworyt OGAE
OGAE (fr. Organisation Générale des Amateurs de l’Eurovision, pol. Stowarzyszenie Miłośników Konkursu Piosenki Eurowizji) – pozarządowa organizacja non profit i międzynarodowy fanklub Konkursu Piosenki Eurowizji, założony w 1984 w Savonlinnie przez Jari-Pekka Koikkalainena.
Od 2007 OGAE przeprowadza przed każdym konkursem internetowy plebiscyt, w którym wszystkie kluby głosują na piosenki konkursowe, przy użyciu tzw. „systemu eurowizyjnego” (1-7, 8, 10 i 12 punktów dla 10 najwyżej ocenionych utworów; klub nie może głosować na propozycję z własnego kraju).
Spis poniżej prezentuje wszystkich maltańskich zwycięzców plebiscytu na faworyta OGAE:
| Rok  | Artysta | Piosenka      | Autor(zy)                                                       |
| ---- | ------- | ------------- | --------------------------------------------------------------- |
| 2021 | Destiny | „Je me casse” | Malin Christin, Amanuel Dermont, Nicklas Eklund, Pete Barringer |